# Dżubb as-Safa (Hama)
Dżubb as-Safa (arab. جب الصفا) – miejscowość w Syrii, w muhafazie Hama. W 2004 roku liczyła 1305 mieszkańców.